# Sacra
sacra（サクラ）は、日本の音楽バンド。バンド名は、「桜」からとったもの。同名の民族風音楽バンドが別に存在するが、こちらはすべて大文字SACRAで本項目のバンドとは無関係。

## 略歴
1999年4月、地元名古屋で結成。結成当初は男女4人組バンドであり、当時のバンド名は平仮名の「さくら」だった。精力的な路上ライブ活動により初ワンマンライブも完売。後にドラム担当の女性メンバーが脱退。同年12月に吉田大作が加入し、男性4人組バンドとなる。
翌2000年に上京。インディーズレーベルよりマキシシングル・ミニアルバムを発表、2001年に1stアルバム『パラダイス』を発表。インディーズ時代、毎週末は新宿、渋谷、横浜、千葉、柏とあらゆる土地で路上ライブ活動をする。
2002年1月、吉田大作が脱退。現在の体制となる。
2003年、ラジオ番組「FMトライアングル・スーパーオーディション」でグランプリを獲得。
2004年2月、平川達也を音楽プロデューサーに迎え、プラティア・エンタテインメントから『イエスタデイ』（メジャー盤）でメジャー・デビュー。8万枚のスマッシュヒットとなった。この曲を元に小栗旬出演のオリジナルドラマも作られた。同年4月メジャー1stアルバム『Silent Pictures』を発表。同年7月2ndシングル「アンバランス」を発表。フジテレビ系列の番組「めざましTV」のタイアップになった楽曲「手のひらを太陽に」も収録。
2005年、シングル『かげぼうし』（MV出演は臼田あさ美）、アルバム『君がいる場所』を発表。
その後レーベルをプラティア・エンタテインメントからFOR-SIDE TUNEと所属を変える。所属事務所はユークリッドエージェンシーだったが、離籍した。
2006年、シングル「Diary」（MV監督：野田凪）、「Don't look back」、2007年、シングル「君の存在」、アルバム「Transit camp」を発表。
2008年6月8日、原宿アストロホールでのワンマンライブを以てライブ活動休止（事実上の活動休止）を発表。
2010年、ライブ活動休止中に9月4日完全自主制作シングル「夢旅 / One to One」を発売。
2011年、ライブツアー「sacra Live Rubato 2011」にて活動を本格的に再開。
2012年、KADOKAWA メディアファクトリーより2度目のメジャー・デビュー。
2016年、5月末日を以て加藤がsacraとしての活動を無期限休止すると発表。その後は木谷、足土の2人で活動中。
2018年4月1日、sacra主催のフェス「SAC FES!2018」をShibuya duo MUSIC EXCHANGEより開催。

## メンバー
木谷雅（きたに まさし）
ヴォーカル、ギター、主に作詞・作曲を担当。1979年5月16日、愛知県津島市生まれ。
一時活動休止後はリップ・ヴァンズ名義でソロ活動と平行して、FM愛知にて自身の冠ラジオ番組でパーソナリティをつとめた。詳しくは本人の項を参照。
足土 貴英（あづち たかひで）
ベース担当。1979年4月2日、愛知県あま市生まれ。中学時代に加藤と出会い音楽に目覚め、ギターを手にするが、その後ベースに転向。
柴咲コウの「無形スピリット」編曲、ビビアン・スーの「MY LOVE」作曲・編曲、 LM.C「JOHN」ベース録音参加。
ウイニングイレブンBGM担当。DECO27、あやまんJAPAN、パク・ヘジンなど制作に参加。
ZZのVoのSOTARO、Dust BoxのDr.REIJIらとパンク・ロックバンド：AMIDA ADDICT（ギターで参加）結成（現在活動は不明）
ARIA ASIAのベースとしてフジロックフェスティバル、MIYAKO ISLAND FESTIVALなどにも出演。
他レッド・ペッパー・ガールズ、STRAY PIG VANGUARDのサポートとして活動。
加藤 拓也（かとう たくや）
リードギター担当。1979年10月16日、愛知県あま市生まれ。中学でギターにのめりこみ、高校生のとき友人の足土とsacraの前身となるバンドを組む。STIL、川原愛のサポートとしても活動。
2016年5月末日からsacraのメンバーとしての活動を無期限休止中。

## サポートメンバー
ターキー（本名：細川 央行（ほそかわ たかゆき）
ドラム担当。1973年7月10日生まれ。元GO!GO!7188
荒幡亮平（あらはた りょうへい）
キーボード担当。1986年4月1日生まれ。
高田政良（たかだ まさよし）
ドラム担当。1977年5月15日、大阪府交野市生まれ。元KUMACHIのメンバー。DUCCI名義でARIA ASIA、Red Pepper Girlsでも活動。

## 元メンバー
吉田大作（よしだ たいさく）
インディーズ時代のメンバーであり、ドラム担当。1974年12月10日生まれで、出身地不明。
当時ドラムを担当していた女性メンバーの脱退に伴い、1999年12月に加入。インディーズでは2枚目となるシングル『青空を向き笑う草』で、木谷雅との共同で作曲を担当する。2002年1月に脱退。

## ディスコグラフィ

### メジャー・シングル
|     | 発売日         | タイトル                           | 規格品番                            | 最高位 |
| --- | -------------- | ---------------------------------- | ----------------------------------- | ------ |
| 1st | 2004年2月25日  | イエスタデイ                       | PYCM-2(メジャー盤)                  | 18位   |
| 2nd | 2004年7月22日  | アンバランス                       | PYCM-6                              | 56位   |
| 3rd | 2005年6月8日   | かげぼうし                         | PYCM-8                              | 50位   |
| 4th | 2006年9月27日  | Diary                              | FSTC-1001/2 (CD+DVD) FSTC-1003 (CD) | 128位  |
| 5th | 2006年11月22日 | don't look back                    | FSTC-1004/5(CD+DVD) FSTC-1006(CD)   | 168位  |
| 6th | 2007年1月24日  | 君の存在                           | FSTC-1007/8(CD+DVD) FSTC-1009(CD)   | 138位  |
| 7th | 2014年3月12日  | Good Time ～笑った君が僕のすべて～ | FAMC-133                            | 圏外   |

### メジャー・アルバム
|     | 発売日         | タイトル        | 規格品番       | 最高位 |
| --- | -------------- | --------------- | -------------- | ------ |
| 1st | 2004年4月7日   | Silent Pictures | PYCE-2 BARE-45 | 19位   |
| 2nd | 2005年9月7日   | 君がいる場所    | PYCE-6         | 58位   |
| 3rd | 2007年4月25日  | transit camp    | FSTC-1010      | 圏外   |
| 4th | 2012年10月10日 | SCULPTOR        | FAMC-090       | 圏外   |
| 5th | 2013年4月10日  | SCULPTORII      | FAMC-101       | 圏外   |
| 6th | 2016年2月10日  | HUMAN           | SCR-007        | 圏外   |

### インディーズ・シングル
|     | 発売日        | タイトル           | 規格品番            |
| --- | ------------- | ------------------ | ------------------- |
| 1st | 1999年11月5日 | はばたけない鳥たち | IMLU-0001           |
| 2nd | 2000年9月28日 | 青空を向き笑う草   | CFCI-0002           |
| 3rd | 2000年12月6日 | 告白               | CFCI-0004           |
| 4th | 2001年7月25日 | ダンデライオン     | CFCI-0012 BARE-0015 |
| 5th | 2003年4月2日  | イエスタデイ       | BARE-0002           |

### インディーズ・アルバム
|     | 発売日        | タイトル            | 規格品番              |
| --- | ------------- | ------------------- | --------------------- |
| 1st | 2000年2月5日  | Rebirth             | IMLE-0002 BARE-0012   |
| 2nd | 2001年9月30日 | パラダイス          | CFCI-0014 BARE-0016。 |
| 3rd | 2002年5月25日 | UNDER CONSTRUCTION  | BARE-0001             |
| 4th | 2004年1月21日 | Mirrors and Colours | POCE-6002             |

### ライブ会場・通信販売限定シングル
|     | 発売日        | タイトル                              | 規格品番 |
| --- | ------------- | ------------------------------------- | -------- |
| 1st | 2010年9月4日  | 夢旅／One to One                      | scr001   |
| 2nd | 2011年7月9日  | ネバエバ〜100万粒の涙〜               | scr003   |
| 3rd | 2012年7月21日 | Everytime looking for life            | scr004   |
| 4th | 2015年3月22日 | ルリマツリ〜支える人を支える歌〜/神様 | scr006   |
| 5th | 2015年8月29日 | AMATSUSHIMA                           | scr009   |

## タイアップ
太文字はA面
| 楽曲               | タイアップ                                                               |
| ------------------ | ------------------------------------------------------------------------ |
| identity           | アニメ陸奥圓明流外伝 修羅の刻オープニングテーマ曲                        |
| アンバランス       | 北海道マラソン2004テーマ曲                                               |
| 手のひらを太陽に   | 『めざましテレビ』2004年6月度テーマソング                                |
| かげぼうし         | 『おぎやはぎnoだっぴんぐ』エンディングテーマ曲                           |
| Diary              | 『I Love Music MAX（東京MXテレビ）』2006年10月度エンディングテーマ曲     |
| don't look back    | 『I Love Music MAX』2006年11月度エンディングテーマ曲                     |
| don't look back    | 『MUSIC ON! TV I LOVE MUSIC CONNECT』2006年11月度エンディングテーマ曲    |
| エンドレス・ループ | テレビドラマ『半分の月がのぼる空』オープニングテーマ曲                   |
| 君の存在           | 『I Love Music MAX』2006年12月度エンディングテーマ曲                     |
| 君の存在           | 『MUSIC ON! TV I LOVE MUSIC CONNECT』2006年12月度エンディングテーマ曲    |
| 閃光               | テレビドラマ『しにがみのバラッド。』オープニングテーマ曲                 |
| 5年後のマイセルフ  | テレビ東京系列紀行番組『釣りロマンを求めて』10月クール番組エンディング曲 |

## 出演
- ラジオMUSIC LOVERS ONLY （bayfm 〜2006年9月）

## デビュー10周年記念ツアー
2014年（特記以外全てワンマン）
- 6月28日(土)　新横浜BeLL’s
- 7月5日(土)　千葉LOOK(w/阿部裕也、Seagulloop)
- 7月6日(日)　仙台HOOK(w/サクラメリーメン、THE NEUTRAL、伍次元ポケット、DANNYBOY)
- 7月13日(日)　大阪ROCKTOWN(w/アンダーグラス、KIDS、スムルース)
- 7月19日(土)　渋谷TSUTAYA O-Grest
- 7月20日(日)　 渋谷TSUTAYA O-Grest
- 8月2日(土)　名古屋ell.FITS ALL